# NGC 3205
NGC 3205 ist eine Spiralgalaxie mit aktivem Galaxienkern vom Hubble-Typ Sa pec im Sternbild Großer Bär am Nordsternhimmel. Sie ist schätzungsweise 315 Millionen Lichtjahre von der Milchstraße entfernt und hat einen Durchmesser von etwa 130.000 Lj.

Im selben Himmelsareal befinden sich die Galaxien NGC 3202 und NGC 3207.
Das Objekt wurde am 3. Februar 1788 von Wilhelm Herschel entdeckt.